# Валли (знак)

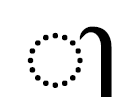

Валли ( ി, малаял. വള്ളി — «веточки») — контактный диакритический внутристрочный знак, огласовка в письменности малаялам, соответствующая букве икарам, обозначает короткий неогубленный гласный переднего ряда верхнего подъёма. В традиционном написании, однако, часто и в начале слова буква опускается, и звук передается с помощью подстрочной петли, оставляемой под первой согласной. Графически является омоглифом бирманского знака маучха (большая ечха).
Эта графема соединяется к справа к согласной, и меняет гласную с [a] на [i]: കി ки = ക ка + ി.
- Юникод: U+0D3x;
- HTML: &#xD3F; / &#3391;